# Gerry Murphy
Gerard Frank Murphy (Dublín, 5 de abril de 1945) es un maestro, exrugbista y exentrenador irlandés que se desempeñaba como fullback. Fue el técnico del Trébol en los años 1990 y el último aficionado.

## Biografía
Estudió en la Universidad de Dublín donde se recibió de maestro. Allí destacó jugando al críquet y al rugby, debutando en la primera de la Dublin University Football Club en 1967 y fue capitán dos temporadas.
Ejerció su profesión hasta jubilarse y jugó al rugby cuando era un deporte aficionado (recién se profesionalizó en 1995), desarrollando el resto de su carrera en los Wanderers F.C. de su ciudad natal y retirándose en 1979.
Desde 2001 es el director de entrenadores del Leinster Rugby. En 2005 asumió como entrenador interino de la primera, tras la partida de Declan Kidney.

## Carrera
Inició como entrenador en su club Wanderers F.C, pasó al Clontarf RFC y luego a la selección juvenil irlandesa.
Su último club fue el aficionado Terenure College RFC, lo dirigió hasta 2001.

### Irlanda
En 1992 la IRFU lo eligió nuevo técnico de la selección absoluta, reemplazando a Ciaran Fitzgerald que había tenido un desastroso rendimiento y en una pésima época para el Trébol.
En el Torneo de las Cinco Naciones 1993 logró vencer a Inglaterra y los Dragones rojos, revirtiendo la cuchara de madera anterior y en la edición siguiente, derrotó a la Rosa y empató contra Escocia. En 1994 enfrentaron a los Wallabies y perdieron ambas pruebas.
Para el Cinco Naciones 95 removió al capitán Michael Bradley y designó Brendan Mullin, pero solo triunfaron ante Gales. En mayo cayeron ante Italia, siendo la primera victoria de la Azzurri contra una potencia.

### Sudáfrica 1995
Irlanda llegó a Sudáfrica 1995 en serios aprietos, con Murphy removiendo otra vez la capitanía y seleccionando a Terry Kingston, compartiendo grupo con los All Blacks y Gales. Lograron avanzar a los cuartos, donde fueron eliminados por Francia y al cumplir su contrato la IRFU no renovó a Murphy.
| Predecesor: Ciaran Fitzgerald | Entrenador de Irlanda 1992 – 1995 | Sucesor: Murray Kidd |